# 破事兒
《破事兒》是一部2007年上映的香港多段式電影。電影由七個短篇故事組成，每個故事的長度不一，短的只有數分鐘，長的則有十數分鐘。由彭浩翔執導，一眾明星主演。在2007年12月20日香港上映。
《破事兒》本來是彭浩翔所著的同名短篇小說集。作者認為愛慾生死也不過是些「破事兒」。

## 主要演員
不可抗力：
- 林海峰 飾 心理醫生
- 陳輝虹 飾 陳教授
- 田蕊妮 飾 陳太（師母）
- 李志健 飾 幻想男
- 曾　莉 飾 幻想女

公德心：
- 陳冠希 飾 的士高男
- 鄭　融 飾 的士高女

做節：
- 陳奕迅 飾 鄭錦富
- 陳逸寧 飾 陳惠英
- 杜汶澤 飾 鄭錦富友人
- 尹志文 飾 巡警 / 護衞員

德雅星：
- 關智斌 飾 阿池
- Angelababy 飾 德雅
- 譚耀文 飾 雜誌編輯
- 谷德昭（聲音演出）飾 老師

大頭阿慧：
- 鍾欣潼 飾 鄭詩慧（阿慧）
- 鄧麗欣 飾 張可琪（阿琪）
- 麥浚龍 飾 飛鷹
- 潘恆生 飾 慧父
- 茜利妹 飾 阿慧同學
- 林一峰 飾 歌手

增值：
- 杜汶澤 飾 阿強
- 張　錚 飾 菲菲
- 陳奕迅 飾 陳奕迅

尊尼亞：
- 余文樂 飾 初級殺手
- 陳子聰 飾 陳偉楊
- 金培達 飾 黃生
- 馮小剛 飾 殺手集團市場推廣主任

## 獎項
| 頒獎典禮     | 獎項         | 名單   | 結果 |
| ------------ | ------------ | ------ | ---- |
| 第45屆金馬獎 | 最佳導演     | 彭浩翔 | 提名 |
| 第45屆金馬獎 | 最佳男配角   | 陳奕迅 | 提名 |
| 第45屆金馬獎 | 最佳改編劇本 | 彭浩翔 | 提名 |
| 第45屆金馬獎 | 最佳造型設計 | 文念中 | 提名 |

## 外部連結
- Yahoo奇摩電影上《破事兒》的資料（繁體中文）
- MSN娛樂上《破事兒》的資料（繁體中文）

- 開眼電影網上《破事兒》的資料（繁體中文）
- 豆瓣电影上《破事兒》的資料 （简体中文）
- 时光网上《破事兒》的資料（简体中文）
- AllMovie上《破事兒》的资料（英文）
- 爛番茄上《破事兒》的資料（英文）
- 香港影庫上《破事兒》的資料（繁體中文）
- 互联网电影数据库（IMDb）上《破事兒》的资料（英文）